# Igor Sijsling
Igor Sijsling (ur. 18 sierpnia 1987 w Amsterdamie) – holenderski tenisista, reprezentant w Pucharze Davisa.

## Kariera tenisowa
Karierę zawodową Sijsling rozpoczął w 2005 roku.
W grze pojedynczej wielokrotnie wygrywał turnieje rangi ATP Challenger Tour.
W grze podwójnej tenisista holenderski wywalczył 1 tytuł rangi ATP World Tour. Ponadto przegrał 3 finały, w tym Australian Open 2013. Wspólnie z Robinem Haase decydujący o tytule mecz zakończyli porażką 3:6, 4:6 z Bobem Bryanem i Mikiem Bryanem.
W kwietniu 2007 roku zadebiutował w reprezentacji narodowej w Pucharze Davisa.
W rankingu gry pojedynczej Sijsling najwyżej był na 52. miejscu (17 lutego 2014), a w klasyfikacji gry podwójnej na 37. pozycji (6 stycznia 2014).

### Finały w turniejach ATP World Tour
| Legenda                                      |
| -------------------------------------------- |
| Wielki Szlem                                 |
| Igrzyska olimpijskie                         |
| Tennis Masters Cup / ATP Finals              |
| ATP Masters Series / ATP Tour Masters 1000   |
| ATP International Series Gold / ATP Tour 500 |
| ATP International Series / ATP Tour 250      |

#### Gra podwójna (1–3)
| Końcowy wynik | Nr | Data             | Turniej         | Nawierzchnia | Partner                | Przeciwnicy                    | Wynik finału   |
| ------------- | -- | ---------------- | --------------- | ------------ | ---------------------- | ------------------------------ | -------------- |
| Finalista     | 1. | 20 lipca 2008    | Amersfoort      | Ceglana      | Jesse Huta Galung      | František Čermák Rogier Wassen | 5:7, 5:7       |
| Finalista     | 2. | 27 stycznia 2013 | Australian Open | Twarda       | Robin Haase            | Bob Bryan Mike Bryan           | 3:6, 4:6       |
| Finalista     | 3. | 21 lipca 2013    | Bogota          | Twarda       | Édouard Roger-Vasselin | Purav Raja Divij Sharan        | 6:7(4), 6:7(3) |
| Zwycięzca     | 1. | 28 lipca 2013    | Atlanta         | Twarda       | Édouard Roger-Vasselin | Colin Fleming Jonathan Marray  | 7:6(6), 6:3    |